# Sanhe, Taishan
Sanhe (kinesiska: 三合)  är en köping i sydöstra Kina. Den ligger i Taishan i staden Jiangmen i provinsen Guangdong, omkring 120 kilometer sydväst om provinshuvudstaden Guangzhou. Antalet invånare är 36 215. Befolkningen består av 18 092 kvinnor och 18 123 män. Barn under 15 år utgör 13,0 %, vuxna 15-64 år 73 %, och äldre över 65 år 13,0 %.